# 雨あがりの猫たちへ
雨あがりの猫たちへ（あめあがりのねこたちへ）はHOOKから2001年6月15日に発売された日本のアダルトゲームであり、ブランドのデビュー作でもある。
2020年7月31日に発売された『HOOKSOFT 20th Anniversary Royal Box 2002-2017』では、ゲーム本編の収録はなされなかったものの、新録のボイスドラマが収録された。

## システム
本作は二人の主人公である智美 椋と加宮 忍によってゲームモードが異なる仕組みが取られており、一周目の椋の物語の展開が二周目の忍の物語に影響を与える。

## あらすじ
何事もなく過ぎていくはずだった『少女園記念日』 のとき、智美椋、加宮忍、栄根亜希の３人が気付いたら雨が降りやまず異変のなかにいた

## 登場人物
キャストはドラマCD版。

### 主人公
智美 椋
声：霧島陽炎
加宮 忍
声：木下くわがた丸

### ヒロイン
大野 ひとみ（おおの ひとみ）
声：歩サラ
椋のクラスメイト。バスケットボール部の元エース。告白していないが恋をしている。性格は明るく前向きで活発だが、ヒステリーをおこすこともある。
江藤 星花（えとう せいか）
声：百千るか
ひとみの友人で、忍の同級生。文芸部に所属しているが幽霊部員化してしまっている。
幸 澄恵（みゆき すみえ）
声：桜川未央
主人公達より一つ下の学年に在籍している。新聞部に所属しており、図書室で執筆活動にあっていたりする。自分にコンプレックスを持っている。
栄根 亜季（えいね あき）
声：遥そら
椋と忍の幼馴染で、2人に告白された経験を持つ。
四方田 奈津(しほだ なつ）
新米教師。担当科目は生物。物怖じしない。
飛鳥川 友梨（あすかがわ ゆり）
ひとみのクラスメイト。ひとみがきもちを寄せている男の彼女だが、ひとみとは馬が合わない。

## スタッフ
- 原画：武田弘光[2]
- ボイスドラマ脚本：三浦祐介[2]

## 主題歌

### オープニング
なつあめ。
- 作詞：mujin／作曲：satoshi／歌：柚木まき

### エンディング
雨上がりの猫たちへ
- 作詞／作曲：misako[3]／歌：柚木まき

## 反響
HOOKSOFT代表の亜佐美晶は、2017年の美少女ゲームなう!! 編集部とのインタビューの中で、本作があまり成功しなかったと振り返っており、システムからシナリオの構成、原画の品質が商業作品に求めらるところまで達していなかったと話している。